# Грёнбек, Альберт
А́льберт Грёнбек Эрлю́кке (дат. Albert Grønbæk Erlykke; род. 23 мая 2001, Риссков, Орхус) — датский футболист, полузащитник клуба «Ренн» и сборной Дании. Выступает на правах аренды за клуб «Дженоа».

## Клубная карьера
Грёнбэк — воспитанник клуба «Орхус». 7 июня 2020 года в матче против «Ольборга» он дебютировал в датской Суперлиге. 27 сентября в поединке против «Оденсе» Альберт забил свой первый гол за «Орхус».
Летом 2022 года Грёнбэк перешёл в норвежский «Будё-Глимт». подписав контракт на 5 лет. 20 августа в матче против «Хам-Кам» он дебютировал в Типпелиге. 

## Достижения
«Будё-Глимт»
- Чемпион Норвегии: 2023